# Mistrzostwa Europy w Wioślarstwie 2008
68. Mistrzostwa Europy w Wioślarstwie 2008 – rozegrane między 19 września a 20 września na olimpijskim torze regatowym w Schinias, w Atenach, w Grecji.
W mistrzostwach uczestniczyło 419 zawodników z 31 państw, w tym 292 mężczyzn oraz 127 kobiet. Rozdanych zostało 14 kompletów medali (8 w konkurencjach dla mężczyzn, 6 w konkurencjach dla kobiet).

## Reprezentacje państw uczestniczących w mistrzostwach
W nawiasach (  ) podano liczbę reprezentantów danego kraju
| - Austria (12) - Belgia (3) - Białoruś (23) - Bułgaria (5) - Chorwacja (18) - Cypr (2) - Czechy (11) - Dania (15) - Estonia (7) - Finlandia (3) - Francja (24) | - Grecja (15) - Gruzja (5) - Hiszpania (7) - Holandia (2) - Izrael (3) - Litwa (7) - Łotwa (1) - Niemcy (29) - Polska (41) - Rosja (26) - Rumunia (28) | - Serbia (11) - Słowacja (1) - Słowenia (7) - Szwajcaria (1) - Turcja (7) - Ukraina (38) - Węgry (13) - Wielka Brytania (29) - Włochy (33) |

## Konkurencje
W nawiasach (  ) podano liczbę uczestników danej konkurencji
| - Mężczyźni (292) - M1x (jedynka) (16) - M2- (dwójka bez sternika) (26) - M2x (dwójka podwójna) (30) - LM2x (dwójka podwójna wagi lekkiej) (28) - M4- (czwórka bez sternika) (40) - M4x (czwórka podwójna) (40) - LM4- (czwórka bez sternika wagi lekkiej) (40) - M8+ (ósemka) (72) | - Kobiety (127) - W1x (jedynka) (15) - W2- (dwójka bez sternika) (10) - W2x (dwójka podwójna) (16) - LW2x (dwójka podwójna wagi lekkiej) (14) - W4x (czwórka podwójna) (24) - W8+ (ósemka) (48) |

## Medaliści

### Konkurencje mężczyzn
| Konkurencja                                        | Złoto | Srebro | Brąz |
| M1x (jedynka) szczegóły                            | Janis Christu | Lukáš Babač | Kostiantyn Zajcew |
| M2x (dwójka podwójna) szczegóły                    | Francja · Julien Bahain · Julien Desprès | Estonia · Vladimir Latin · Kaspar Taimsoo | Ukraina · Artem Morozow · Witalij Krywenko |
| M4x (czwórka podwójna) szczegóły                   | Estonia · Allar Raja · Andrei Jämsä · Tõnu Endrekson · Jüri Jaanson | Niemcy · Markus Kuffner · Tim Bartels · Daniel Makowski · Rene Burmeister | Ukraina · Serhij Hryń · Wołodymyr Pawłowśkyj · Ołeh Łykow · Serhij Biłouszczenko                                                                                                 |
| M2- (dwójka bez sternika) szczegóły                | Grecja · Jeorjos Tsiombanidis · Pawlos Gawriilidis | Serbia · Goran Jagar · Nikola Stojić | Francja · Jean-David Bernard · Laurent Cadot |
| M4- (czwórka bez sternika) szczegóły               | Grecja · Nikolaos Gundulas · Apostolos Gundulas · Janis Tsilis · Jeorjos Dzialas | Włochy · Domenico Montrone · Romano Battisti · Sergio Canciani · Andrea Tranquilli                                                                                                | Białoruś · Andrej Dziamjanienka · Wadzim Lalin · Jauhien Nosau · Alaksandr Kazubouski                                                                                            |
| LM2x (dwójka podwójna wagi lekkiej) szczegóły      | Grecja · Dimitris Mujos · Wasilis Polimeros | Włochy · Lorenzo Bertini · Daniele Gilardoni | Węgry · Zsolt Hirling · Tamás Varga |
| LM4- (czwórka bez sternika wagi lekkiej) szczegóły | Włochy · Salvatore Amitrano · Fabrizio Gabriele · Andrea Caianiello · Armando Dell’Aquila                                                                                             | Serbia · Veljko Urošević · Nenad Babović · Goran Nedeljković · Miloš Tomić | Czechy · Vlastimil Čabla · Vojtěch Bejblík · Jiří Kopáč · Miroslav Vraštil |
| M8+ (ósemka) szczegóły                             | Francja · Victor Bordereau · Adrien Hardy · Pierre-Jean Peltier · Jean-Baptiste Macquet · Frédéric Doucet · Benjamin Rondeau · Sébastien Lenté · Dorian Mortelette · Benjamin Manceau | Rosja · Anton Zarucki · Aleksandr Lebiediew · Roman Worotnikow · Edgar Iwans · Aleksandr Kulesz · Dmitrij Rozinkiewicz · Władimir Wołodenkow · Dienis Markiełow · Pawieł Safonkin | Polska · Sebastian Kosiorek · Michał Stawowski · Patryk Brzeziński · Piotr Buchalski · Wojciech Gutorski · Marcin Brzeziński · Rafał Hejmej · Mikołaj Burda · Daniel Trojanowski |

### Konkurencje kobiet
| Konkurencja                                   | Złoto | Srebro | Brąz |
| W1x (jedynka) szczegóły                       | Miroslava Knapková | Annick De Decker | Regina Naunheim |
| W2x (dwójka podwójna) szczegóły               | Ukraina · Kateryna Tarasenko · Jana Dementjewa | Polska · Magdalena Fularczyk · Natalia Madaj | Włochy · Gabriella Bascelli · Erika Bello |
| W4x (czwórka podwójna) szczegóły              | Ukraina · Switłana Spiriuchowa · Ołena Ołefirenko · Natalija Lalczuk · Tetiana Kołesnikowa                                                                                  | Rosja · Olga Samulenkowa · Łarisa Mierk · Oksana Dorodnowa · Julija Kalinowska                                                                                     | Rumunia · Ionelia Neacsu · Cristina Ilie · Adelina Cojocariu · Roxana Cogianu |
| W2- (dwójka bez sternika) szczegóły           | Rumunia · Georgeta Damian-Andrunache · Viorica Susanu | Rosja · Wiera Poczitajewa · Alewtina Podwiazkina | Białoruś · Wolha Szczarbaczenia-Żylska · Taciana Kuchta |
| LW2x (dwójka podwójna wagi lekkiej) szczegóły | Grecja · Chrisi Biskidzi · Aleksandra Tsiawu | Polska · Weronika Deresz · Ilona Mokronowska | Węgry · Zsófia Novák · Zsuzsanna Hajdú |
| W8+ (ósemka) szczegóły                        | Rumunia · Constanța Burcică · Ana Maria Apachiței · Rodica Șerban · Eniko Barabas · Camelia Lupascu · Ioana Papuc · Simona Mușat-Strimbeschi · Doina Ignat · Teodora Stoica | Wielka Brytania · Jo Cook · Vicky Myers · Georgina Menheneott · Emily Taylor · Rachel Loveridge · Kirsty Myles · Lindsey Maguire · Hannah Elsy · Rebecca Dowbiggin | Białoruś · Aliza Klimowicz · Wolha Maroz · Kaciaryna Jarmolicz · Hanna Nachajewa · Natalla Hielach · Wolha Szczarbaczenia-Żylska · Taciana Kuchta · Julija Biczyk · Nastassia Kaciaszowa |

## Klasyfikacja medalowa
| Lp. | Państwo         |   |   |   | Razem |
| --- | --------------- | - | - | - | ----- |
| 1.  | Grecja          | 5 | 0 |   | 5     |
| 2.  | Ukraina         | 2 | 0 | 3 | 5     |
| 3.  | Francja         | 2 |   | 1 | 3     |
| 3.  | Rumunia         | 2 |   | 1 | 3     |
| 5.  | Włochy          | 1 | 2 | 1 | 4     |
| 6.  | Estonia         | 1 | 1 |   | 2     |
| 7.  | Czechy          | 1 |   | 1 | 2     |
| 8.  | Rosja           |   | 3 |   | 3     |
| 9.  | Polska          |   | 2 | 1 | 3     |
| 10. | Serbia          |   | 2 |   | 2     |
| 11. | Belgia          |   | 1 |   | 1     |
| 11. | Niemcy          |   | 1 |   | 1     |
| 11. | Słowacja        |   | 1 |   | 1     |
| 11. | Wielka Brytania |   | 1 |   | 1     |
| 15. | Białoruś        |   |   | 3 | 3     |
| 16. | Węgry           |   |   | 2 | 2     |
| 17. | Szwajcaria      |   |   | 1 | 1     |